# Клитика
Кли́тика — слово (например, местоимение или частица), грамматически самостоятельное, но фонологически зависимое. Клитиками, по определению, являются, в частности, все слова, не составляющие слога (например, предлоги в, к, с). Клитики могут присоединяться к ударной словоформе какой-то одной части речи (например, романские местоименные формы в косвенных падежах — только к глаголу) либо к словоформам любой части речи (таковы русские частицы же, ли; они  называются транскатегориальными).
Безударные словоформы в составе фонетического слова могут находиться как перед ударной словоформой (проклитики), так и после неё (энклитики). Большинство клитик русского языка представляют собой проклитики, то есть располагаются перед знаменательным (ударным) словом. Энклитик же довольно мало — бы, же, ли, то. В некоторых случаях ударная словоформа может быть «окружена» клитиками — на бережок бы.
Особый тип клитик представляют собой единицы, способные разрывать словоформы, «вклиниваясь» между основой и аффиксом либо внутрь основы (они известны как интраклитики, мезоклитики, эндоклитики).
В древних индоевропейских языках порядок расположения клитик в предложении подчинялся специальным правилам; см. закон Ваккернагеля.
См. также пример «по воду» в Викисловаре.
Исследователь, который внёс большой вклад в изучение феномена клитик — Арнольд Звики.